# Beskiden Euregio
De Beskiden Euregio is een trans-nationale samenwerkingsstructuur (Euregio) die bestaat uit landen en hun bestuurlijke onderverdelingen die gelegen zijn in het gebied van het westelijk deel van de bergketen Beskiden. Ze ligt in het grensgebied van Polen, Slowakije en Tsjechië. Oorspronkelijk werd ze opgericht in Polen waarin het grensgebied van Slowakije en Polen verenigd was. Op 9 juni 2000 kwam de Tsjechische regio erbij door de verdragsondertekening in Frýdek-Místek.
De belangrijkste doelstelling van de Euroregio zijn gezamenlijke activiteiten voor een evenwichtige ontwikkeling van de regio en de ontmoeting van de inwoners en instellingen. Men wil informatie en ervaringen uitwisselen, zodat de situatie op de arbeidsmarkt verbetert en de economische ontwikkeling bevorderen. Tegelijkertijd wil men oplossingen zoeken voor verkeersproblemen en infrastructuur. Ook heeft men als opgave gezamenlijk zorg te dragen voor de bescherming van het milieu en de levensomstandigheden te verbeteren.

## Verantwoordelijkheden
De regio bestaat uit zes werkgroepen:
- Economie, handel, industrie, economische steun voor kleine en middelgrote ondernemingen
- Post, telecommunicatie, informatie-overdracht
- Landbouw, bosbouw, levensmiddelenindustrie
- Onderwijs en scholen, hoger onderwijs, gezondheidszorg
- Bescherming van het milieu, ruimtelijke ordening en uitbreiding
- Toerisme, cultuur, sport

## Leden
De leden van de Euregio zijn:
- Polen
  - Woiwodschap Silezië
  - 5 districten: Bielski, Żywiecki, Suski, Oświęcimski, Myślenicki
  - 4 steden en 21 gemeenten: Bielsko-Biała, Czechowice-Dziedzice, Szczyrk, Żywiec, Bestwina, Buczkowice, Kozy, Porąbka, Wilamowice, Wilkowice, Czernichów, Gilowice, Jeleśnia, Milówka, Koszarawa, Kęty, Lipowa, Łękawica, Łodygowice, Rajcza, Ślemień, Świnna, Ujsoły, Węgierska Górka, Stryszawa, Zawoja, Pcim
- Slowakije
  - Regio Žilina
  - 7 steden: Turzovka, Žilina, Bytča, Námestovo, Čadca, Kysucké Nové Mesto, Rajecké Teplice en 42 andere gemeenten
- Tsjechië
  - Okres Karviná
  - 59 steden en gemeenten